# 慶陽公主

慶陽公主，明朝公主，壽春王朱五一孫女、蒙城王朱重五女，明太祖朱元璋的堂侄女。
其由朱元璋許配其嫁給黃琛。黃琛后因功征討任龍江翼守禦千戶。洪武元年，冊封蒙城王女為公主，授黃琛為駙馬，升任淮安衛指揮使。洪武四年，禮官上書說：“皇侄女應當改為郡主。”朱元璋說：“我就有兩個侄女（福成公主和慶陽公主），不忍加封后再奪取，還是照舊稱她們公主吧。”於是慶陽公主祿為五百石，为其他公主的三分之一，駙馬只能享用本職俸祿。后黃琛任中都留守，死於任上。建文年間，慶陽公主降為慶成郡主。
后来靖难之役时，建文帝大势已去，派慶成郡主去燕王朱棣军中乞求割地求和，被燕王拒绝。